# Ferdynand Grzeszczak
Ferdynand Sylwester Grzeszczak (ur. 12 maja 1947 w Warszawie, zm. 18 października 2020 tamże) – polski rugbysta i trener rugby, mistrz i reprezentant Polski, prezes Polskiego Związku Rugby (1991–1999).

## Życiorys
W latach 1969–1974 występował w barwach AZS-AWF Warszawa, zdobywając dwukrotnie mistrzostwo Polski (1972, 1973), raz wicemistrzostwo Polski (1974), raz brązowy medal mistrzostw Polski (1971). Powrócił do gry w warszawskim zespole w sezonie 1980/1981 i w 1981 sięgnął z nim po Puchar Polski. Jego pierwszym trenerem był Józef Grochowski. W reprezentacji Polski debiutował 24 października 1971, łącznie w latach 1971–1974 wystąpił w ośmiu spotkaniach na pozycji filara i środkowego młyna.
W 1971 ukończył studia w Akademii Wychowania Fizycznego w Warszawie. W tym samym roku uzyskał stopień trenera II klasy. Od października 1973 do stycznia 1975 i ponownie od lutego 1982 był członkiem zarządu Polskiego Związku Rugby. W 1982 prowadził młodzieżową reprezentację Polski, w latach 1983–1984 reprezentację Polski juniorów i kadetów. 6 października 1985 prowadził reprezentację Polski seniorów w towarzyskim spotkaniu z NRD (razem z Włodzimierzem Całką).
W latach 1985–1989 był kierownikiem wyszkolenia PZR, w 1989 równocześnie ponownie prowadził młodzieżowa reprezentację Polski. Od marca 1985 do kwietnia 1991 wiceprezesem, od kwietnia 1991 do maja 1999 prezesem, od grudnia 1999 do marca 2000 p.o. prezesa i od marca 2000 do lipca 2000 ponownie wiceprezesem PZR. Od czerwca 1988 do czerwca 1991 był członkiem Komisji Technicznej FIRA, w latach 1991–2000 członkiem Komitetu Wykonawczego FIRA.
W pierwszej połowie lat 70. pracował w redakcji Przeglądu Sportowego. Od 1976 był dziennikarzem redakcji sportowej Telewizji Polskiej, jednym z twórców TVP Sport, gdzie kierował działem transmisji.
W 1981 został odznaczony Srebrną Odznaką „Zasłużony Działacz Kultury Fizycznej” oraz Honorową Złotą Odznaką Polskiego Związku Rugby, w 1988 Srebrnym Krzyżem Zasługi, w 1999 Srebrnym Medalem FIRA.